# Lobanilia bakeriana
Lobanilia bakeriana är en törelväxtart som först beskrevs av Henri Ernest Baillon, och fick sitt nu gällande namn av Radcl.-sm.. Lobanilia bakeriana ingår i släktet Lobanilia och familjen törelväxter.
Artens utbredningsområde är Madagaskar. Inga underarter finns listade i Catalogue of Life.